# Kim Sinclair
Kim Sinclair (Auckland, 10 de julho de 1954) é uma decoradora de arte neozelandesa. Venceu o Oscar de melhor direção de arte na edição de 2010 por Avatar, ao lado de Rick Carter e Robert Stromberg.